# Фантасмагория (представление)
Фантасмагория (представление) — жанр театрального представления в Европе в XVIII—XIX веках, в котором при помощи «волшебного фонаря» на заднем плане демонстрировались пугающие образы: скелеты, демоны, привидения.
Фантасмагория — искусство изображать призраки, видения или воздушные картины посредством зеркальных отражений.
Фантасмагория (искусство) — нагромождение причудливых образов, видений, фантазий; хаос, сумбур, гротеск.